# Cantón de León Cortés
Cantón de León Cortés är en kanton i Costa Rica.   Den ligger i provinsen San José, i den centrala delen av landet, 30 km söder om huvudstaden San José. Antalet invånare är 13 356. Arean är 121 kvadratkilometer.
Terrängen i Cantón de León Cortés är kuperad söderut, men norrut är den bergig.